# La delatora
La delatora es una película en blanco y negro de Argentina dirigida por Kurt Land sobre el guion de Ariel Cortazzo que se estrenó el 28 de junio de 1955 y que tuvo como protagonistas a Jorge Rivier, Fada Santoro, Diana Maggi y Nathán Pinzón. El primer título de este filme fue Alevosía. También colaboró como camarógrafo Aníbal Di Salvo, el futuro director de fotografía y de cine.

## Sinopsis
Un revendedor de autos robados aficionado a las mujeres es tracionado por una de sus amantes.

## Reparto
- Jorge Rivier…Gerardo Lafont
- Fada Santoro…Celina Rodríguez
- Diana Maggi…Márgara
- Nathán Pinzón…Reducidor de autos
- Alberto Bello…Paul
- Susana Campos…Virginia
- Carlos Estrada…Inspector
- Lautaro Murúa…Alejo
- Hugo del Río
- Carlos D'Agostino…Relator
- Víctor Martucci…Policía
- Arturo Arcari
- Osvaldo Terranova…Marino
- Amalia Bernabé…Mucama de Virginia
- Carmen Giménez…Mujer en posada
- Alberto Bacigaluppi
- Francisco Lizzio
- Julio Portela
- Virgilio Barbatti
- Luis Veilat
- Félix Tortorelli
- Miguel Ángel Olmos
- Domingo Carlos
- Jaime Saslavsky
- Luis Boldoni
- Víctor Ferreyra
- Enrique Waiss

## Comentarios
Noticias Gráficas dijo del filme:

”Muestra una buena realización al narrar la labor delicada que realiza la policía…La labor de los intérpretes es buena en líneas generales.”

Por su parte Manrupe y Portela escriben:

”Una historia floja y convencional bastante bien filmada. Las escenas de acción (especialmente las peleas) son de una fuerza y credibilidad inusual para el cine de esa época.”